# Caryophyllia inornata
Caryophyllia inornata is een rifkoralensoort uit de familie Caryophylliidae. De wetenschappelijke naam van de soort werd voor het eerst geldig gepubliceerd in 1878 door Peter Martin Duncan.

## Beschrijving
Een solitair-levend rifkoraal, maar groter in verhouding tot zijn diameter, 15-20 mm hoog en 10-12 mm breed. Deze soort kan voorkomen in kleine clusters van individuen. Het skelet onderscheidt zich door septa die zich bovenaan buiten de lijn van het corallum uitstrekken. Deze septa zijn gemakkelijk te zien bij levende individuen. Het skelet kan rond de rand groen of bruin gekleurd zijn. De poliep is waarschijnlijk effen gekleurd (zonder het zigzagpatroon dat te zien is in Caryophyllia smithii), meestal bruin, maar kan ook wit of rood zijn. De tentakels kunnen 20 mm bereiken en zijn doorschijnend met kleine witte wratjes en eindigen in een knoopje.

## Verspreiding
De soort is wijdverbreid in de Middellandse Zee, waar hij typisch wordt aangetroffen in grotten, en wordt ook waargenomen langs de Atlantische kusten van Frankrijk, Spanje en Portugal alsmede Madeira, de Canarische Eilanden en de Azoren. De soort is zeldzaam in Groot-Brittannië en Ierland. Caryophyllia inornata is meestal te vinden op verticale of overhangende rotswanden, vaak in kleine groepen. Kan ook voorkomen in kleine grotten waar hij uit het licht is.

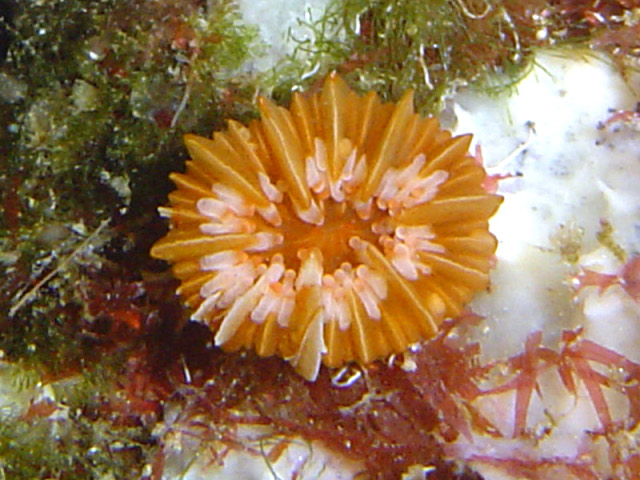
Caryophyllia inornata